# 武器よさらば

『武器よさらば』(ぶきよさらば、A Farewell to Arms)は、アメリカの作家アーネスト・ヘミングウェイによる、第一次世界大戦のイタリア戦役を舞台にした小説である。1929年に初版が出版され、イタリア軍の救急隊で中尉（イタリア語:  tenente ）として勤務していたアメリカ人フレデリック・ヘンリーの一人称の物語である。この小説は、アメリカ人駐在員とイギリス人看護師キャサリン・バークレーとの恋愛を描いている。この本の出版により、ヘミングウェイは現代アメリカ作家として確固たる地位を確立した。この本は彼の最初のベストセラーになり、「第一次世界大戦における最高のアメリカ戦争小説」と呼ばれている。題名は、16世紀のイギリスの劇作家enの同名の詩から取られたと思われる。
この小説は何度も翻案されている。最初は1930年に舞台化され、その後1932年と1957年に映画化され、1966年には3部構成のテレビミニシリーズとなった。1996年に制作された映画『愛と戦争』では、 『武器よさらば』執筆前のイタリアでの救急車の運転手としてのヘミングウェイの生活を描いている。
日本でも第二次世界大戦前に出版されたが、発売禁止処分となっている。

## 登場人物
- フレデリック・ヘンリー中尉: イタリア軍で救急車の運転手を指導する将校として勤務していたアメリカ人。
- ミス・キャサリン・バークレー: 看護師でありヘンリーの恋人。
- リナルディ中尉: 最前線近くで勤務する風変わりな陸軍外科医。ヘンリーに兄弟のような関心を寄せる。
- 牧師：陸軍の牧師であり、ヘンリーと神や戦争についてよく議論する。
- ヘレン・ファーガソン: キャサリン嬢の友人であり、同僚の看護師。
- ミス・ヴァン・カンペン:ミラノのアメリカン病院の看護師長。彼女とヘンリーはすぐにお互いを嫌いになる。
- ミス・ゲージ: ミラノのアメリカの病院で働く型破りな看護師で、ヘンリーと友達になる。
- ヴァレンティーニ少佐: ミラノでヘンリーの負傷した膝の手術を行う、活発で陽気な有能な外科医。
- ジーノ: 非常に好感の持てるイタリア兵だが、声高に愛国心を語るが、ヘンリーにとっては気になる存在。
- ボネロ: ヘンリーの指揮下にある救急車の運転手だが、敵に捕らえられて安全を求めて脱走した。
- ピアニ: 個人的な忠誠心からヘンリーと一緒にいる救急車の運転手。
- パッシーニ: ヘンリーを負傷させた迫撃砲攻撃で死亡した救急車の運転手。
- アイモ: 撤退の主力戦線の残党に殺された救急車の運転手。
- エミリオ:ストレーザの町のバーテンダー。スイスへの逃亡を手伝う。
- グレフィ伯爵: ヘンリーと過去に知り合いだった 94 歳の貴族。
- ラルフ・シモンズとエドガー・サンダース: イタリアの芸名でイタリアで勉強し、公演している2人の熟練オペラ歌手。

## あらすじ
この小説は５つのパート、"Book"(巻)に分かれている。主人公のフレデリック・ヘンリーが一人称で語る。The 

### 第１巻
アメリカ人衛生兵のフレデリック・ヘンリー中尉は、イタリア軍に参加している。彼はイタリア語が喋れる。
この小説は第一次世界大戦の最中に始まる。冬の初め、コレラの流行で何千人もの兵士が死ぬ。フレデリックは、ゴリツィアを短期間訪れ、他の軍の仲間や司祭と会う。そこには売春宿が2軒あることを知る。1軒は将校用、もう1軒は下級兵士用である。帰国後、彼は友人でフレデリックと同い年の外科医リナルディに自分の体験を話す。リナルディは美しい女性が好きで、キャサリン・バークレーというイギリス人看護婦に恋をしているが、それほど深刻ではない。リナルディはフレデリックをイギリスの病院に連れて行き、そこでフレデリックはキャサリンを紹介される。フレデリックはキャサリンに惹かれる。彼女は戦闘で亡くなった婚約者について、また雨が降り始めたので雨で落ち着かない気分になったことについてフレデリックに話す。フレデリックは彼女にキスしようとするが、彼女は拒否し、後悔しながら彼を平手打ちする。彼女は彼にいくらか好意を抱くようになり、ついに二人はキスをする。フレデリックは仲間の運転手 (パッシーニ、マネラ、ゴルディーニ、ガヴッツィ) とともに救急車に乗り込み戦場に向かう。パッシーニは迫撃砲の攻撃で死亡し、フレデリックはイタリア戦線で膝に重傷を負い、病院に送られる。

### 第２巻
外科医のリナルディが病院のフレデリックを見舞い、彼の英雄的行為を褒めるが、フレデリックはそのようなことはしていないと否定する。リナルディはまた、より良い治療を受けるために、すぐにミラノのアメリカン病院に移されることを告げる。フレデリックは、キャサリンを看護師としてそこに配置してほしいと頼む。司祭が訪問する。再び話し合いの中で、フレデリックは戦争に反対する意見を述べる。一方、アメリカはドイツに宣戦布告し、イタリア軍もオーストリアとの戦争を懸念している。フレデリックはミラノのアメリカン病院に到着する。そこで、彼はミス・ゲージ、ミセス・ウォーカー、そして監督官ミス・ヴァン・カンペンによって看護される。ミス・ゲージは彼のためにワインを手配する。キャサリンがそこに到着し、フレデリックは彼女に対する強い愛情と情熱に気づく。彼らは初めて愛し合う。ヴァレンティーニ医師が彼の怪我とレントゲン写真を診察しに来る。この本は、夏の間、フレデリックとキャサリンの関係が深まっていく様子を描いている。彼らはボート遊びや競馬を楽しんでいる。一方、フレデリックはキャサリンの同僚の看護師ヘレン・ファーガソンと出会う。膝が治った後、フレデリックは黄疸と診断され、3週間の療養休暇が認められる。ヴァン・カンペンさんはフレデリックの部屋で酒の空き瓶を見つけ、アルコール依存症が彼の病気の原因だと考えた。また、彼女はフレデリックが戦場を避けるために病気を隠していると結論づけた。彼女は療養休暇の取り消しを報告し、フレデリックは戦場に呼び戻される。キャサリンはフレデリックに妊娠3ヶ月であることを告げる。彼らは彼が戦争から戻ったら再会して結婚することを約束する。フレデリックは彼女に「小さなキャサリン」の世話を頼む。

### 第３巻
フレデリックはゴリツィアに戻る。リナルディがやって来て、傷ついた足を診察する。さらに、リラルディは彼らが結婚したかどうかを尋ねる。神父はフレデリックの変化に気づき、戦争が間もなく終わるとも予言する。フレデリックはバインツィッツァに行き、そこでジーノに会い、オーストリア軍が持つ恐ろしい銃の砲台について聞かされる。フレデリックは、オーストリア軍が攻撃してきたらイタリア軍は逃げられないだろうと悟る。大雨が降り、砲撃が始まる。フレデリックは士気が著しく低下していることに気づく。
その後間もなく、オーストリア＝ハンガリー帝国はカポレットの戦いでイタリア軍の防衛線を突破し、イタリア軍は撤退する。家々は避難させられた。女性と子供たちはトラックに乗せられる。フレデリックは別荘で、リナルディが病院へ出発し、他の全員も避難したことを知る。撤退中、道路上でかなりの遅延と混乱が生じたため、フレデリックは、主要撤退ルートで立ち往生している間に起こり得る空襲を避けたいと考え、別のルートを取ることにした。フレデリックと部下たちはすぐに道に迷い、車は泥にはまってしまった。フレデリックは、ボネロと一緒に乗っていた 2 人の工兵軍曹に助けを求めた。敵に追いつかれるのを恐れた彼らは、それを拒否して立ち去ろうとした。フレデリックは銃を抜いて 1 人を撃ち、もう 1 人は逃走した。
運転手の 1 人であるアイモは後に殺され、もう 1 人のボネロはオーストリア軍に降伏するために逃げた。フレデリックと最後の仲間であるピアーニは、タリアメント川を渡って主要撤退ルートに追いついた。橋を渡るとすぐに、フレデリックは憲兵に連行され、イタリア軍の敗北につながったとされる「裏切り」の罪で将校たちが尋問され、処刑されている川岸の場所に連行された。フレデリックは川に飛び込んで逃走した。その後、彼は平原を歩き、カトリーヌを探すためにミラノ行きの列車に飛び乗る。

### 第４巻
ミラノに着くと、彼はキャサリンがストレーザに向けて出発したことを知る。彼は以前出会ったオペラ歌手の一人、ラルフ・シモンズを訪ね、スイスへの出国手続きについて尋ねる。ラルフは彼を助け、私服を与える。フレデリックはその服を着ていることに違和感を覚え、人々は彼を軽蔑の目で見る。彼は列車でストレーザに到着し、グランドホテル・エ・デイル・ボロメに行く。バーテンダーのエミリオは、駅近くの小さなホテルに二人のイギリス人看護婦が滞在していると彼に知らせる。フレデリックはそこでキャサリンとヘレン・ファーガソンに会う。彼はまた、前回ストレーザを訪れた際にフレデリックが会った非常に年老いた貴族、グレフィ伯爵にも会う。グレフィは姪と一緒に滞在している。フレデリックは戦争体験についてのキャサリンの質問を回避する。彼は自分が犯罪者、戦争逃亡者だと感じている。
エミリオは、イタリア警察が彼を逮捕しようとしていると彼に告げる。エミリオがボートでの移動のあらゆる準備をする中、キャサリンとフレデリックはスイスに逃げる計画を立てる。嵐のため、海は波立って荒れている。フレデリックは一晩中ボートを漕ぎ、キャサリンも交代で漕ぐ。ついに彼らはスイスに到着。警備員が彼らの身元を確認し、スイスに滞在するための暫定ビザを発行する。

### 第５巻
フレデリックとキャサリンは山の中で静かな暮らしを送っている。彼らはモントルーの村外れの山にある木造の家に移り住む彼らはグッティンゲン夫妻と新しく知り合いになる。キャサリンは時々、お腹の中の子ども、特にその健康状態を心配し始めるようになる。
彼らは病院に近づくためにローザンヌの町に引っ越す。その後、キャサリンが陣痛を起こし、病院に運ばれる。医師はフレデリックに、最善の解決策は帝王切開手術だろうと告げる。彼女はひどい痛みに苦しみ、最終的に男の子を死産する。その後、看護師がキャサリンが出血していると彼に伝える。彼は恐怖に襲われる。彼は彼女に会いに行き、彼女は彼のそばで亡くなる。彼は病院を出て、雨の中ホテルまで歩いて戻る。

## 小説の背景と出版に至る物語
この小説は、部分的には第一次世界大戦中のイタリア戦線でのヘミングウェイ自身の経験に基づいている。キャサリン・バークリーのモデルとなったのは、ミラノの病院で負傷したヘミングウェイを看護した看護師アグネス・フォン・クロウスキーである。ヘミングウェイは彼女と結婚するつもりだったが、アメリカに帰国した際に彼女は彼の愛を拒絶した。パリを拠点とするファッション記者キティ・カネルがヘレン・ファーガソンを演じた。名前のない司祭は、アンコーナ旅団の第69連隊と第70連隊の司祭ドン・ジュゼッペ・ビアンキがモデルである。リナルディの出典は不明だが、このキャラクターは『われらの時代』にすでに登場している。
プロットの大部分はフレデリック・J・アゲートとの書簡で書かれた。ヘミングウェイの友人であるアゲートはイタリア滞在中に妻に宛てた手紙のコレクションを持っており、後にそれがインスピレーションとして使われた。しかしマイケル・レイノルズは、ヘミングウェイはここで描かれている戦闘には関わっていないと書いている。彼の前作『日はまた昇る』が「実話小説」(roman à clef)として書かれていたため、読者は『武器よさらば』が自伝的だと思い込んでしまった。『武器よさらば』は、彼がワイオミング州ビッグホーンにあるウィリス・M・スピアーのゲスト牧場で過ごしていたときに執筆を開始した。小説の一部は、アーカンソー州ピゴットにある当時の妻ポーリン・ファイファーの家で、 カンザス州ミッションヒルズで彼女が出産を待っている間に書かれた。
ヘミングウェイは結末に苦戦した。彼の計算によれば、彼は「満足するまでに」39の結末を書いた。しかし、2012年版のこの本には47もの代替結末が掲載された。
この小説は、1929年5月から10月にかけてスクリブナーズ・マガジンに連載された。1929年9月に出版され、初版は約31,000部発行された。『武器よさらば』の成功により、ヘミングウェイは経済的に自立した。
ヘミングウェイ・ライブラリー版は2012年7月に発売され、初版の複製がブックカバーに付いている。この新版には、初期の草稿原稿の一部に加え、ヘミングウェイがこの小説のために書いた多くの別の結末を収録した付録が付いている。
ジョン・F・ケネディ大統領図書館・博物館のヘミングウェイ・コレクションには、本のタイトル候補が書かれた手書きのページが2ページある。タイトルのほとんどは『オックスフォード英語詩集』から取られている。 ヘミングウェイが検討したタイトル候補の1つは『異国とその他』だった。これはクリストファー・マーロウの『マルタのユダヤ人』から取られている。T・S・エリオット]の詩『ある貴婦人の肖像』もこのマーロウの作品を引用して始まる。「汝は姦淫を犯した。だがそれは他国でのことで、その上その女は死んでいる。」ヘミングウェイの蔵書にはエリオットとマーロウの両作品が含まれていた。

### 検閲
ヘミングウェイが検閲された文章を手で再挿入し、修正した初版が少なくとも2冊ある 。そのうち1冊はモーリス・コワンドローに贈られ、もう1冊はジェイムズ・ジョイスに贈られた。 ヘミングウェイの修正された文章は、この小説の現代版には取り入れられていないが、検閲されていないオーディオブック版がいくつかある 。
『武器よさらば』はアイルランド自由国では禁止された。また、この小説は1948年までイタリアでは出版されなかった。ファシスト政権は、カポレットの戦いの描写と作品に暗示されているある種の反軍国主義の両方が、この小説が軍隊の名誉を傷つけると考えたからである。
複数の伝記作家が、この小説におけるファシスト政権の検閲の根底には、作家とベニート・ムッソリーニの個人的な反感もあったと示唆している。ヘミングウェイは、権力を握った直後の1923年にムッソリーニにインタビューしており、トロント・スター紙の記事でムッソリーニを「ヨーロッパ最大のはったり屋」と呼んで軽蔑した。しかし、公式の反応とは別に、ムッソリーニがこの記事をまったく気に入らなかったことは知られている。ヘミングウェイは、ムッソリーニが、実際には仏英辞典を逆さまに持って、読書に熱中しているふりをしてメディアに印象づけようとしていると描写した。イタリア語訳は実際には1943年にフェルナンダ・ピヴァーノによって違法に作成されて、彼女はトリノで逮捕された。

## 批評家による評価
『武器よさらば』は好評を博し、ヘミングウェイの最高傑作の一つとされている。

ゴア・ヴィダルは、このテキストについて次のように書いている。「...野心的な作品であり、それ以来[ヘミングウェイの]散文の特徴となっている、慎重で巧妙で、汚れのない口調の始まりを見ることができる」。1929年のニューヨーク・タイムズのレビューの最後の行は、「感動的で美しい本だ」となっている。
キャロル・ベイカーは『武器よさらば』のテーマについて次のように述べている。「10年間の熟考と自身の経験の消化を経て、ヘミングウェイは読者の前に、単なる戦争体験や戦時中の愛と死の物語とは程遠い作品を発表した。」
しかし、出版以来、『武器よさらば』はさまざまな論争の的となってきた。スクリブナーズ・マガジンという媒体による薄っぺらな出版のため、ヘミングウェイが文学的手法として性描写を意図的に排除していたにもかかわらず、ポルノ的要素があるという非難を受けてボストンの新聞売場では禁止された。

## 舞台・映画
この小説は1930年にローレンス・スタリングスによって初めて舞台化され、  1932年に映画化され、1957年にはリメイクされた。
1932年『戦場よさらば』（米）
監督：フランク・ボーゼイジ、出演：ゲイリー・クーパー、ヘレン・ヘイズ、アドルフ・マンジュー、メアリー・フィリップス、ジャック・ラ・ルーほか
1957年『武器よさらば』（米）
監督：チャールズ・ヴィダー、出演：ロック・ハドソン、ジェニファー・ジョーンズ、ヴィットリオ・デ・シーカ、マーセデス・マッケンブリッジ、アルベルト・ソルディ、エレイン・ストリッチ、オスカー・ホモルカほか
1966年には3部構成のテレビミニシリーズが制作された。 2023年12月、マイケル・ウィンターボトムが監督、トム・ブライスが主演する新たな映画化が発表された。

1996年の映画『愛と戦争』(In Love and War )は、リチャード・アッテンボロー監督、クリス・オドネルとサンドラ・ブロック主演で、ヘミングウェイが『武器よさらば』執筆前にイタリアで救急車の運転手として働いていた生活を描いている。
1937年には、クラーク・ゲーブルとジョセフィン・ハッチンソン主演のラックス・ラジオ・シアターシリーズの一環としてラジオ放送版が制作された。2011年には、BBCラジオ4が15分ドラマシリーズ用に10話のドラマ版を制作した。